# Quai Hoche
Le quai Hoche est une voie publique et un ouvrage portuaire sur la Loire et une voie de circulation de la commune de Nantes, dans le département français de la Loire-Atlantique.

## Situation et accès
Situé sur l'Île de Nantes, le quai s'étend du pont Général-Audibert jusqu'au quai André-Rhuys, il est bitumé et ouvert à la circulation automobile, sur son tracé il rencontre la rue Conan-Mériadec.

## Origine du nom
Le quai est baptisé du nom de Lazare Hoche, général de la Révolution qui pacifia l'ouest de la France et mourut un an plus tard près de Coblence à l'âge de 29 ans.

## Historique
Lors de sa création entre 1832 et 1840 sur le bras de la Madeleine, il porta le nom de « quai de Berry ». Dans un acte de cette époque, il est dit que la « ruelle Dumay » (ou « Dumée ») doit être élargie de manière à aménager un quai de 10 mètres de large. Cette ruelle en impasse était parallèle au quai Hoche et débouchait rue Grande-Biesse (elle apparait sur le plan Amouroux de 1849).
Une délibération du conseil municipal du 3 juin 1957, intègre le quai, jusque-là propriété du port de Nantes, à la voirie publique.
En janvier 2008, une plaque commémorative est apposée sur la façade de la maison de quartier de l'île de Nantes situé au no 5 du quai, et qui abrita il y a quelques années une école primaire de garçons. Cette plaque fait référence au poète René Guy Cadou qui y vécut de 1931 à 1939 puisque son père, instituteur, fut directeur cet établissement scolaire,.
À l'automne 2017, doit débuter des travaux d'aménagement des quais André-Rhuys et Hoche, ainsi que du boulevard Gaston-Doumergue qui, en 2018, doivent parachever la promenade piétonne ininterrompue sur la rive nord l'île de Nantes entre le Hangar à bananes et le parc de Beaulieu. Des jeux pour enfants, des jardins partagés, des structures de musculation et de sport, doivent être installé sur l'ensemble du parcours. Sur le quai Hoche, une pêcherie en libre accès, mais ne disposant pas de carrelet, sera construite et aura une fonction de belvédère
.